# Rußschattenkolibri
Der Rußschattenkolibri (Threnetes niger) oder Mohreneremit ist eine Vogelart aus der Familie der Kolibris (Trochilidae). Sein Vorkommen ist auf Französisch-Guayana und das angrenzende Nordbrasilien beschränkt. Der Bestand wird von der IUCN als „nicht gefährdet“ (Least Concern) eingeschätzt.

## Merkmale
Der Rußschattenkolibri erreicht eine Körperlänge von etwa 10 bis 12 cm, wobei der gebogene Schnabel ca. 2,7 bis 2,9 cm ausmacht. Der Unterschnabel ist bleigrau mit einer schwarzen Spitze. Beim Männchen schillern die Oberseite und die Brust grün. Die Kehle ist schwarz, die Unterseite einheitlich bräunlich grau mit einigen helleren Tönungen. Das Weibchen hat kürzere Flügel und einen kürzeren Schwanz. Außerdem ist der Schnabel etwas mehr gebogen als beim Männchen. Die Färbung an der Kehle hebt sich weniger ab, als dies beim Männchen der Fall ist. Brust und Bauch weisen eine schimmernde Tönung auf, die teils über die ganze Unterseite zu sehen ist. Juvenile Rußschattenkolibris haben ockerfarbene Säume an den Oberseitenfedern und helle Flecken an den Schwungfedern.

## Verhalten
Über das Verhalten des Rußschattenkolibris ist nicht viel bekannt. Es wird vermutet, dass er sich ähnlich wie der Schwarzkinn-Schattenkolibri verhält. Zu den bevorzugten Pflanzen, die er anfliegt, zählen Helikonien und Monotagma.

## Lautäußerungen
Über den Gesang ist nichts bekannt. Frühere Publikationen zum Ruf stammen vom Schwarzkinn-Schattenkolibri (Threnetes leucurus (Linnaeus, 1766)), dem der Rußschattenkolibri früher als Unterart zugeordnet war.

## Unterarten

Vorkommen des Rußschattenkolibris (Threnetes niger)

Es sind zwei Unterarten bekannt:
- Threnetes niger niger (Linnaeus, 1758)[3] – die Nominatform kommt in Französisch-Guayana und dem Nordosten Brasiliens vor.
- Threnetes niger loehkeni Grantsau, 1969[4] ist im Nordosten Brasiliens nördlich des Amazonas in den Bundesstaaten Pará und Amapá verbreitet.

Die genaue Systematik dieser Art erfordert aber weitere Forschungen, da der Status von T. n. loehkeni in der Wissenschaft umstritten ist. Lange galt auch der Schwarzkinn-Schattenkolibri als weitere Unterart, doch hat das South American Classification Committee eine Abspaltung in zwei Arten beschlossen.

## Etymologie und Forschungsgeschichte
Carl von Linné beschrieb den Rußschattenkolibri unter dem Namen Trochilus niger. Das Typusexemplar stammte laut Erstbeschreibung von den Westindischen Inseln. Erst 1852 führte John Gould die Gattung Threnetes ein. Dieser Name leitet sich vom griechischen θρηνητης, θρηνος, θρεομαι thrēnētēs, thrēnos, threomai für „Trauernder, klagen, kreischen“ ab. Der Artname niger ist das lateinische Wort für „schwarz, dunkel“. Loehkeni ehrt Wilhelm Löhken (1925–1992), einen Freund von Grantsau, der mit jenem auf Sammelexpeditionen war.